# Observatoire de Saint-Maur-des-Fossés

L’observatoire de Saint-Maur-des-Fossés est un centre de recherche et de prise de mesures atmosphériques, géomagnétiques et géophysiques (station météorologique) fondé à Saint-Maur-des-Fossés, en Val-de-Marne près de Paris, par Éleuthère Mascart pour le bureau central de la météorologie de France. Il fait maintenant partie de l’Institut de physique du globe de Paris et les données météorologiques servent à Météo-France.

## Historique
La Société française de la météorologie et du climat est à l’origine de la création des observatoires parisiens de Montsouris et du Parc Saint-Maur. Émilien Renou membre actif de cette société créa en 1872 le laboratoire de recherches météorologiques près de son domicile à l'angle de Charles VII et de l'avenue Pierre Brossolette à Saint-Maur-des-Fossés. Émilien Renou déplaça une première fois son installation au 19 de la rue Tourelle le 8 juin 1873. Il s'installa définitivement sur le site actuel de l'Observatoire le 30 juin 1880, à la suite de l'achat de la parcelle par l’État en 1879.
En janvier 1883 débutèrent sur le site de l'observatoire des mesures de magnétisme terrestre et en 1888 d'observation des taches solaires furent entreprise par M. Théodule Moureaux.
En décembre 1882, des mesures de courants telluriques furent effectuées sur le site de l'observatoire en collaboration avec l'Administration Supérieure des Télégraphes.